# Passiflora kermesina
Passiflora kermesina är en passionsblomsväxtart som beskrevs av Heinrich Friedrich Link och Otto. Passiflora kermesina ingår i släktet passionsblommor, och familjen passionsblomsväxter. Inga underarter finns listade i Catalogue of Life.

## Bildgalleri

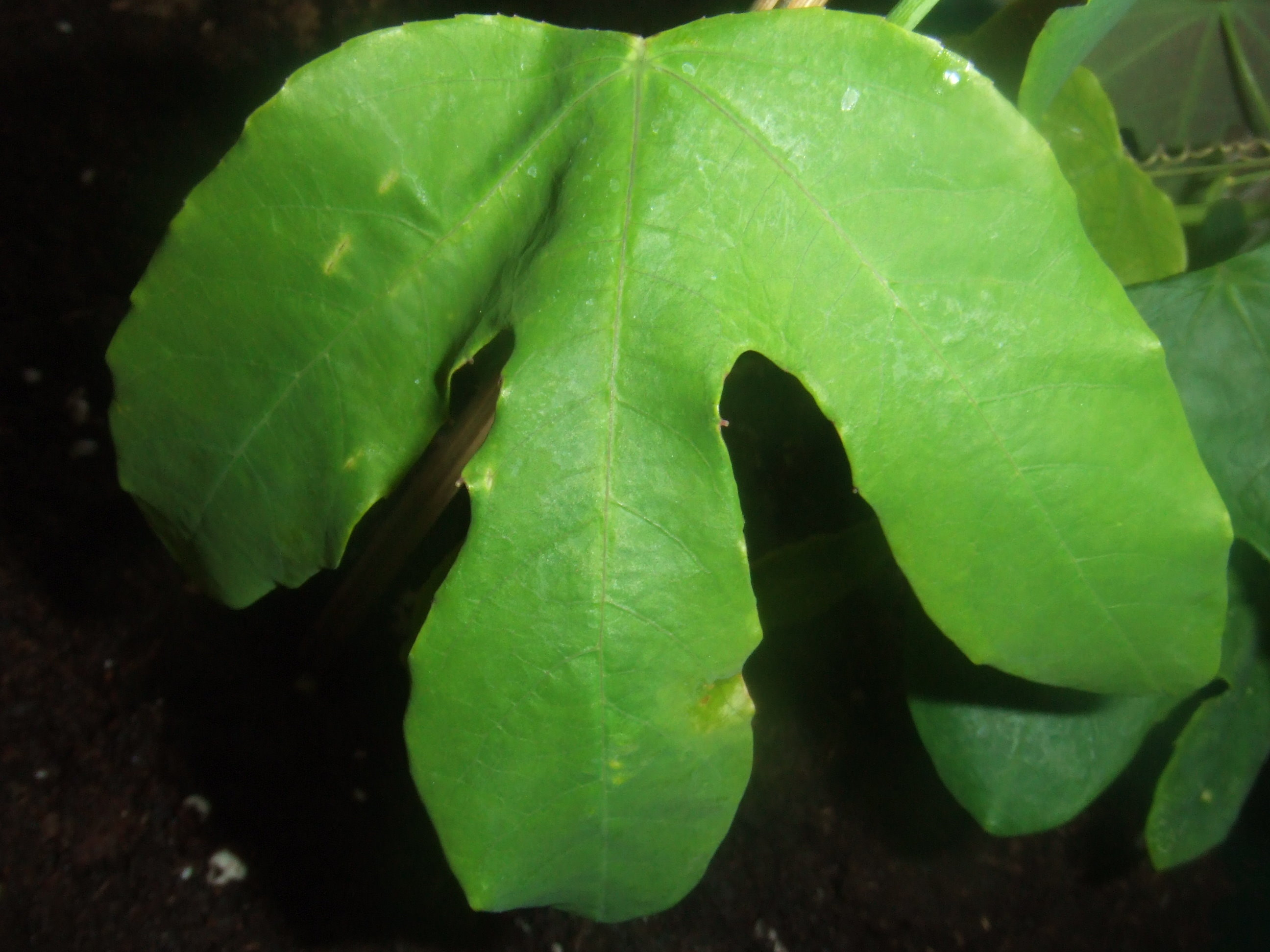
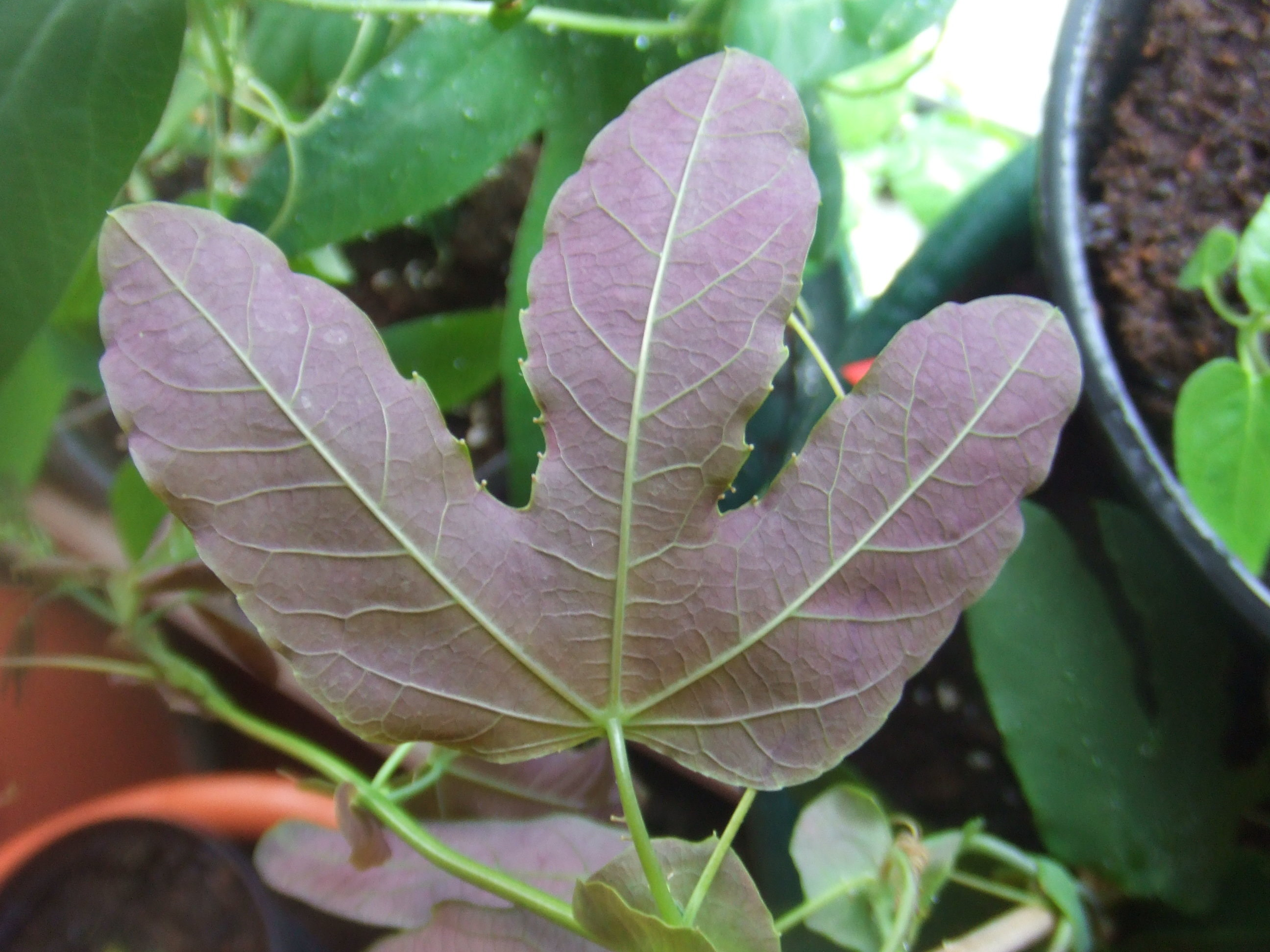
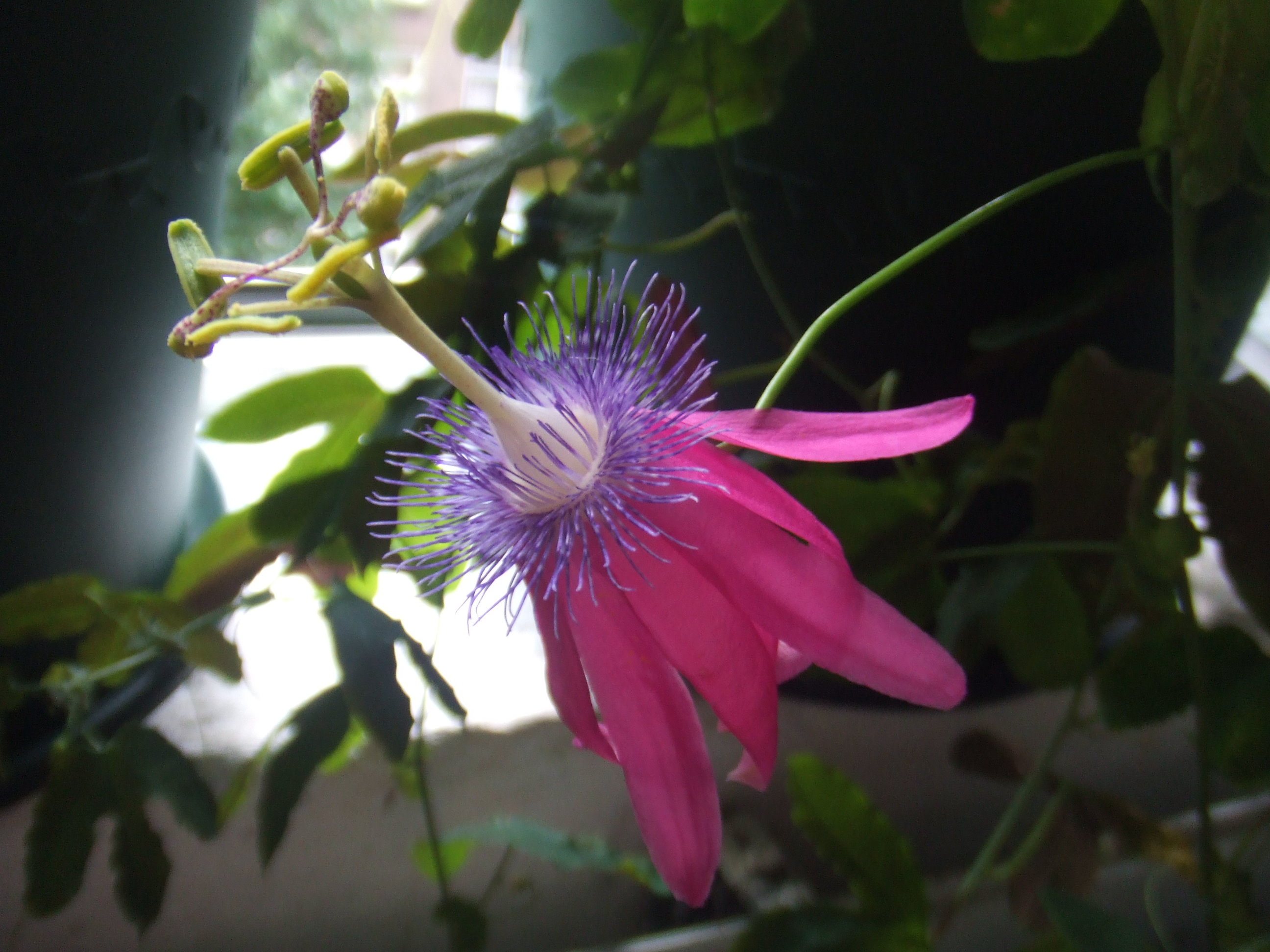
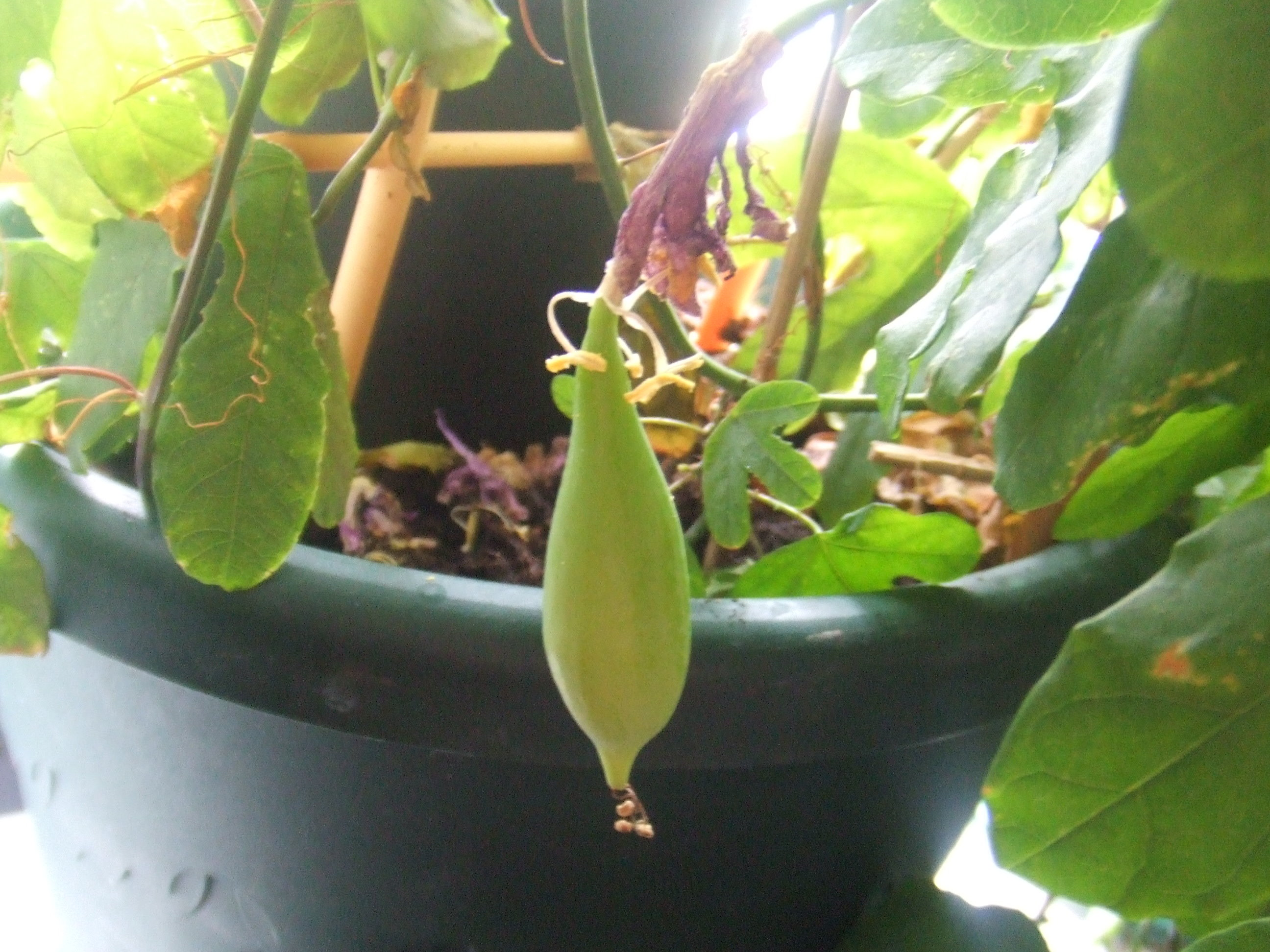
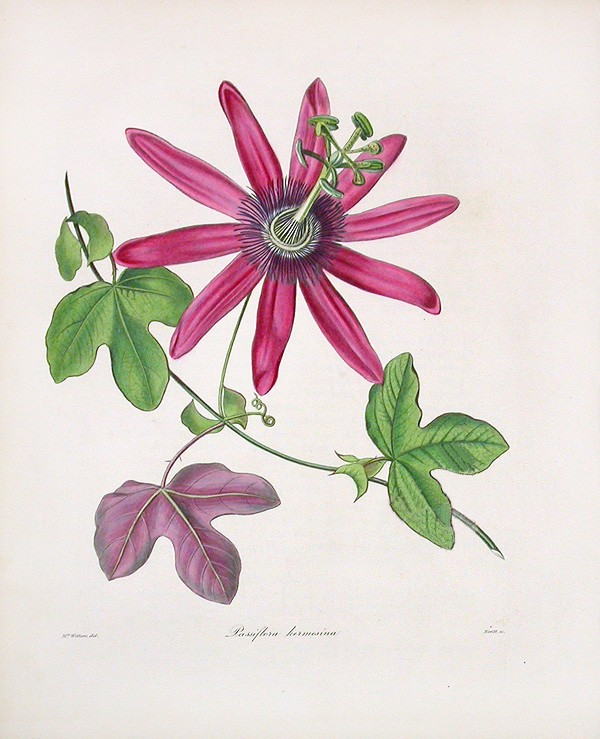
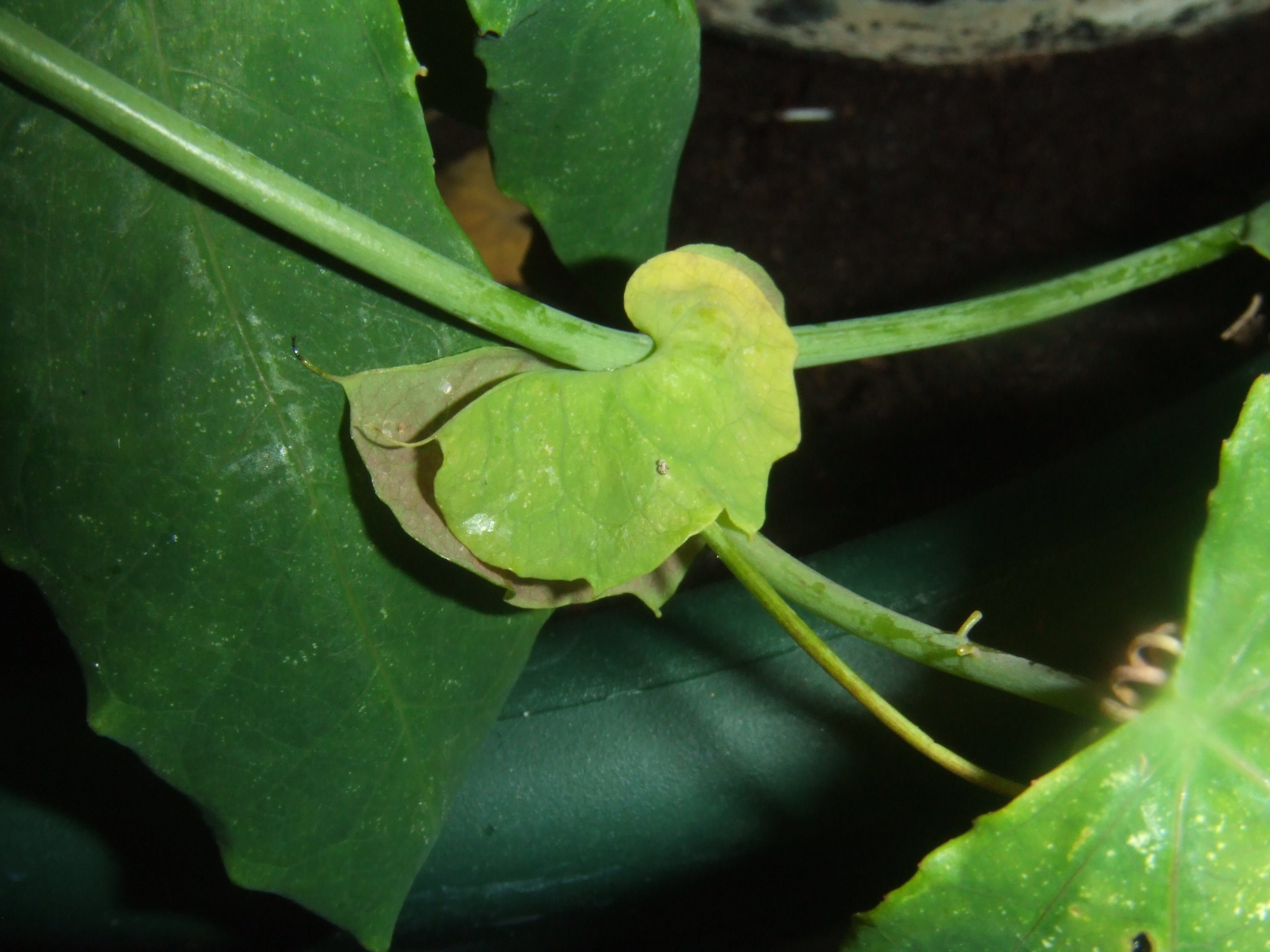